# Endocomia canarioides
Endocomia canarioides là một loài thực vật có hoa trong họ Myristicaceae. Loài này được (King) W.J.de Wilde mô tả khoa học đầu tiên năm 1984.